# Опоку Сарфо, Алекс
Алекс Опоку Сарфо (англ. Alex Opoku Sarfo; род. 20 октября 2004, Аккра) — ганский футболист, полузащитник лимасольского «Ариса».

## Карьера

### «Арис» Лимасол

#### Аренда в АЕЗ
В июле 2023 года перешёл в кипрский «Арис» из ганского клуба «Бенаб», с которым заключил контракт до 2026 года. В августе 2023 года на правах арендного соглашения присоединился к кипрскому клубу АЕЗ, соглашение с которым было рассчитано до конца сезона. Дебютировал за клуб 20 августа 2023 года в матче против клуба АПОЭЛ, выйдя на поле в стартовом составе. Первым результативным действием за клуб отличился 27 августа 2023 года в матче против лимасольского клуба АЕЛ, отдав голевую передачу. Футболист быстро смог закрепиться в основной команде клуба, став одним из ключевых игроков, отличившись своей единственной голевой передачей. По итогу сезона вместе с клубом завершил чемпионат на итоговом последнем месте, вылетев во Второй дивизион. По окончании срока арендного соглашения покинул клуб.

#### Сезон 2024/25
В июле 2024 года начинал подготовку к новому сезону в составе лимасольского «Ариса». Дебютировал за клуб 24 августа 2024 года в матче против «Кармиотиссы», выйдя на замену на 59 минуте. Футболист сразу же смог закрепиться в основной команде клуба. В сентябре 2024 года лимасольский клуб продлил контракт с футболистом до 2028 года. Дебютным забитым голом за клуб отличился 12 мая 2025 года в матче против никосийской «Омонии». По итогу сезона вместе с клубом стал серебряным призёром чемпионата.